# Władysław Ponichtera
Władysław Ponichtera, ps. Władek (zm. w lipcu 1943 w Latoszku) – polski działacz komunistyczny.

## Życiorys
Pochodził z rodziny robotniczej, był członkiem KPP, za co był więziony. Podczas II wojny światowej wstąpił do Stowarzyszenia Przyjaciół ZSRR, W 1942 był organizatorem komórki PPR, a następnie dowódcą GL rejonu Wyszków i członkiem komitetu. W lutym 1943 przestał pełnić funkcję dowódcy, w lipcu 1943 żandarmi hitlerowscy napadli na jego dom, zginął w walce, a następnie został spalony w płonącym budynku. Pośmiertnie odznaczony Krzyżem Walecznych.